# Yvette Paris
Yvette Paris est une tireuse française spécialisée en Fosse olympique.

## Palmarès

### Championnats d'Europe
- Vice-championne d'Europe individuelle en 1954 à Paris.